# Variável temporária (computação)
Em Ciência da Computação uma variável temporária é uma variável cuja finalidade é de curta duração, geralmente para armazenar temporariamente dados que em breve serão descartados, ou antes que eles possam ser colocados em um local mais permanente na memória. Devido ao fato de ser de curta duração, normalmente é declarada com escopo local. Não existe uma definição formal do que torna uma variável temporária, mas é um termo frequentemente utilizado na programação.
Um exemplo típico seria o de trocar o conteúdo de duas variáveis. A troca de conteúdo de duas variáveis é muito utilizada em algoritmos de ordenação como o Bubble sort. Para trocar o conteúdo das variáveis a e b seria usada normalmente uma variável temporária temp como se segue, de modo a preservar os dados de a quando esta está sendo sobrescrita ao receber o valor de b:
```
 temp := a
 a := b
 b := temp
```

Variáveis temporárias geralmente são "batizadas" como identificadores que abreviam a palavra temporário como por exemplo temp, tmp ou simplesmente t, ou com nomes de variáveis metassintáticas, os mais comuns dos quais são foo, bar, baz. As letras i, j, k e assim por diante também são freqüentemente utilizadas para índices, uma tradição decorrentes das primeiras versões da linguagem Fortran.